# Jadwiga Rudnicka

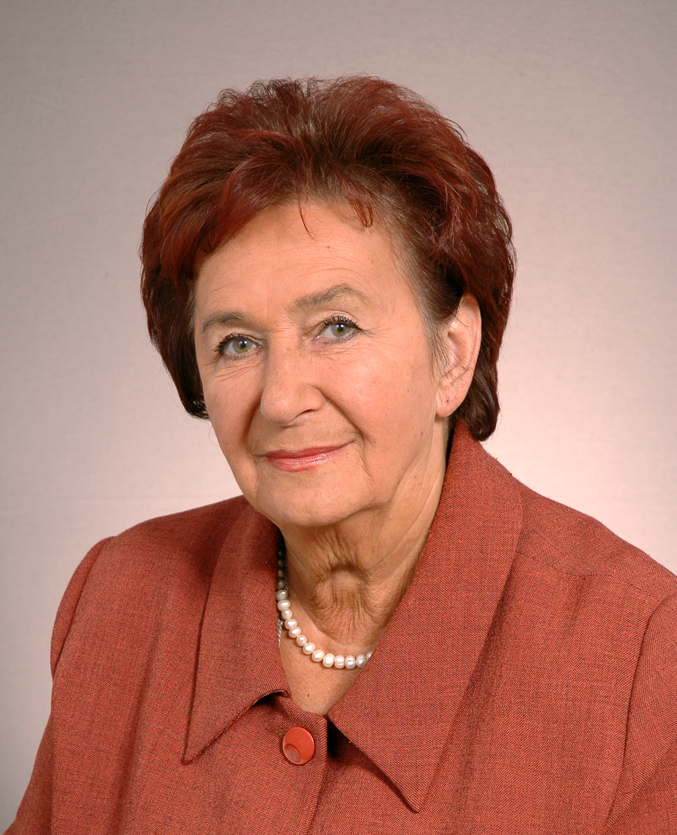
Jadwiga Rudnicka (2005)

Jadwiga Julia Rudnicka (* 28. August 1931 in Sokołówka, heute Sokoliwka, in der Ukraine) ist eine polnische Politikerin (ZChN, ChDSP, AWS, PiS). Sie war von 1991 bis 1993 Abgeordnete des Sejm in der I. Wahlperiode und gehörte von 2005 bis 2007 dem Senat der Republik Polen an.

## Leben und Beruf
Jadwiga Rudnicka schloss 1964 ihr Studium der Chemie an der Schlesischen Technischen Universität ab. Von 1955 bis 1981 arbeitete sie in einem Konstruktionsbüro. Von 1991 bis 2005 war sie Vertreterin für Investitionen der Direktorin des Maria-Skłodowska-Curie-Institus für Onkologie in Gliwice. Zudem war sie auch Präsidentin der Hospizstiftung in Gliwice sowie jeweils stellvertretende Vorsitzende des schlesischen Zweigs der polnischen Krebsgesellschaft und der Gesellschaft zur Verteidigung der westlichen Grenzgebiete Polens. Zudem engagierte sie sich in verschiedenen polnisch-ukrainischen Gesellschaften.

## Politik
Im Jahr 1980 trat sie der unabhängigen Gewerkschaft Solidarność bei. Bei der ersten freien Parlamentswahl 1991 wurde Rudnicka auf der Liste des Wahlbündnisses Wyborcza Akcja Katolicka in den Sejm gewählt. Während der Wahlperiode verließ sie die Fraktion der Zjednoczenie Chrześcijańsko-Narodowe und schloss sich der Abgeordnetengruppe des Wahlbündnisses Chrześcijańska Demokracja an. Dort vertrat sie die Chrześcijańskiej Demokracji (ChDSP). Bei den Selbstverwaltungswahlen 1998 wurde sie auf der Liste des Wahlbündnisses Akcja Wyborcza Solidarność, an dem sich die ChDSP beteiligt hatte, in den Sejmik der Woiwodschaft Schlesien gewählt. Bei der Parlamentswahl 2001 kandidierte sie erfolglos für die ChDSP auf der Liste der Prawo i Sprawiedliwość (PiS). Bei den Selbstverwaltungswahlen 2002 wurde sie für die ChDSP auf der Liste „Prawo, Sprawiedliwość, Rodzina-Inicjatywa Samorządowa“ in den Stadtrat von Gliwice gewählt. Während der Wahlperiode trat sie zur PiS über. Für diese wurde sie 2005 in den Senat der Republik Polen gewählt. 2007 kandidierte sie nicht erneut. Bei den Europawahlen 2009 und 2014 kandidierte sie jeweils erfolglos für das Europaparlament.

## Ehrungen
- 2011 Goldenes Verdienstkreuz der Republik Polen[8]
- 2016 Krzyż Wolności i Solidarności[9]
- 2020 Offizierskreuz des Ordens Polonia Restituta[10]